# Karfunkel (Zeitschrift)
Karfunkel ist eine Zeitschrift, die sich mit Geschichte befasst. Ihr Schwerpunkt liegt im Bereich des Mittelalters, aber auch andere Epochen kommen zu Wort.

## Themen und Aufbau
Mit ihrem Konzept richtet sich die Zeitschrift an eine Leserschaft, die sich für historische Zusammenhänge interessiert, sowie an Besucher, Teilnehmer und Veranstalter von Mittelaltermärkten, Renaissance-, Barock- und anderen geschichtlich orientierten Festen.
Karfunkel erscheint zweimonatlich mit einer Druckauflage von etwa 40.000 Exemplaren im Karfunkel-Verlag, Wald-Michelbach.
Jede Ausgabe enthält neben der Titelgeschichte zahlreiche Fachartikel zu unterschiedlichen historischen Themenstellungen, sowie langfristig angelegte Serien zu Themen wie: Frauen im Mittelalter, Religionsgeschichte, Berufe im Mittelalter, Burgengeschichte, Minnesänger und mittelalterliches Handwerk. Zu speziellen Themen erscheint ein Karfunkel-Lexikon. Ebenso enthält jede Ausgabe Artikel zu unterschiedlichen Themen aus dem Bereich der lebendigen Geschichte, wie zum Beispiel Veranstaltungsberichte, Ausstellungen, Rezensionen, Porträts und praktische Tipps. In jeder Ausgabe findet sich ein Veranstaltungskalender.
Einmal jährlich erscheint das Sonderheft Karfunkel Codex, das sich jeweils mit einem bestimmten Thema beschäftigt. Inhaltlich werden neben allgemeinen Informationen über die Zeit Living-History-Gruppen und Museen vorgestellt. Auch Näh- und Bauanleitungen sowie Rezensionen sind Teil dieser Hefte.
Seit 2003 sind folgende Themenhefte erschienen:
| - Nr. 1 Wikinger - Nr. 2 Kelten - Nr. 3 Zeit der Staufer 1030–1268 - Nr. 4 Die Römer - Nr. 5 Schottland - Nr. 6 Germanen | - Nr. 7 Gotik - Nr. 8 Templer - Nr. 9 Altes Handwerk - Nr. 10 Irland - Nr. 11 Heilkunde - Nr. 12 Hexen | - Nr. 13 Alltag im Mittelalter - Nr. 14 Das Frühmittelalter - Nr. 15 Das Rittertum - Nr. 16 Der Norden - Nr. 17 Die großen Rätsel der Geschichte - Nr. 18 Seefahrt in der Geschichte |

Seit 2005 gibt es ein jährliches Sonderheft Karfunkel Combat zur Militärgeschichte, seit 2007 zusätzlich das Sonderheft Küchen-Spezial und seit 2008 Kraut und Hexe. Des Weiteren erschienen folgende Sondernummern: Karfunkel Musica, Piraten-Spezial, Ägypten-Spezial, Griechenland-Spezial, Orden, Burgenkunde-Spezial und Klöster-Spezial. Eine weitere Reihe befasst sich unter dem Titel ABC mit eher praktischen Themen, z. B. Mittelalter-ABC, ABC der Gewandung, ABC des Selbermachens, ABC der Heilkräuter, ABC des Körperschmucks, ABC der Weihnachtsbräuche, ABC der Archäologie, Küchen-ABC etc. Der regelmäßig erscheinende Ableger Altes Kräuterwissen widmet sich dem Bereich der Kräuterkunde aus kulturhistorischer, aber auch alternativmedizinischer Sicht.